# Сражение при Гамонале (1820)
Сражение при Гамонале (исп. Batalla de Gamonal) — битва между войсками провинции Санта-Фе под командованием бригадного генерала Эстанислао Лопеса и войсками провинции Буэнос-Айреса под командованием губернатора Мануэля Доррего

## Ход событий
Начиная с 1814 года, в Соединённых провинциях Рио-де-Ла-Плата шла длительная борьба между провинциями и властями Буэнос-Афреса за политическую автономию провинций. Большая и самая кровавая часть этой войны произошла на территории провинции Санта-Фе. Война закончилась победой федерального правительства при Сепеде 1 февраля 1820 года и подписанием Пиларского договора, который определял меры, необходимые для конституционной организации страны. 
Однако предусмотренные в договоре пункты не были претворены в жизнь. Поэтому Эстанислао Лопес, лидер федералистов, вновь вторгся в провинцию Буэнос-Айрес, победив Мигеля Эстанислао Солера в конце июня в битве при Каньяда-де-ла-Крус. Но полковник Мануэль Доррего, новый глава Буэнос-Айреса, заставил силы Лопеса отступить.
Доррего двинулся в Санта-Фе и 12 августа победил Лопеса в бою при Павоне. Но Лопес, медленно отступая на север, сумел привести Доррего к заранее выбранному полю, где его кавалерия была вынуждена переночевать. На следующее утро большая часть их лошадей была мертва, так как трава на том поле была ядовитой.
С новыми подкреплениями Лопес перешел в контрнаступление и 2 сентября атаковал лагерь Доррего в месте под названием Гамонал. Ему удалось окружить буэнос-айресцев, а затем вынудить их отступить. Преследование было кровавым: погибло 320 человек из армии Буэнос-Айреса.
Поражение заставило Буэнос-Айрес отказаться от нападения на Санта-Фе, и несколько месяцев спустя был заключен Бенегасский мирный договор, который просуществовал до 1838 года, года смерти Лопеса. Доррего был заменен на посту губернатора провинции Буэнос-Айрес и вернётся к власти только в 1827 году.